# マリエン広場

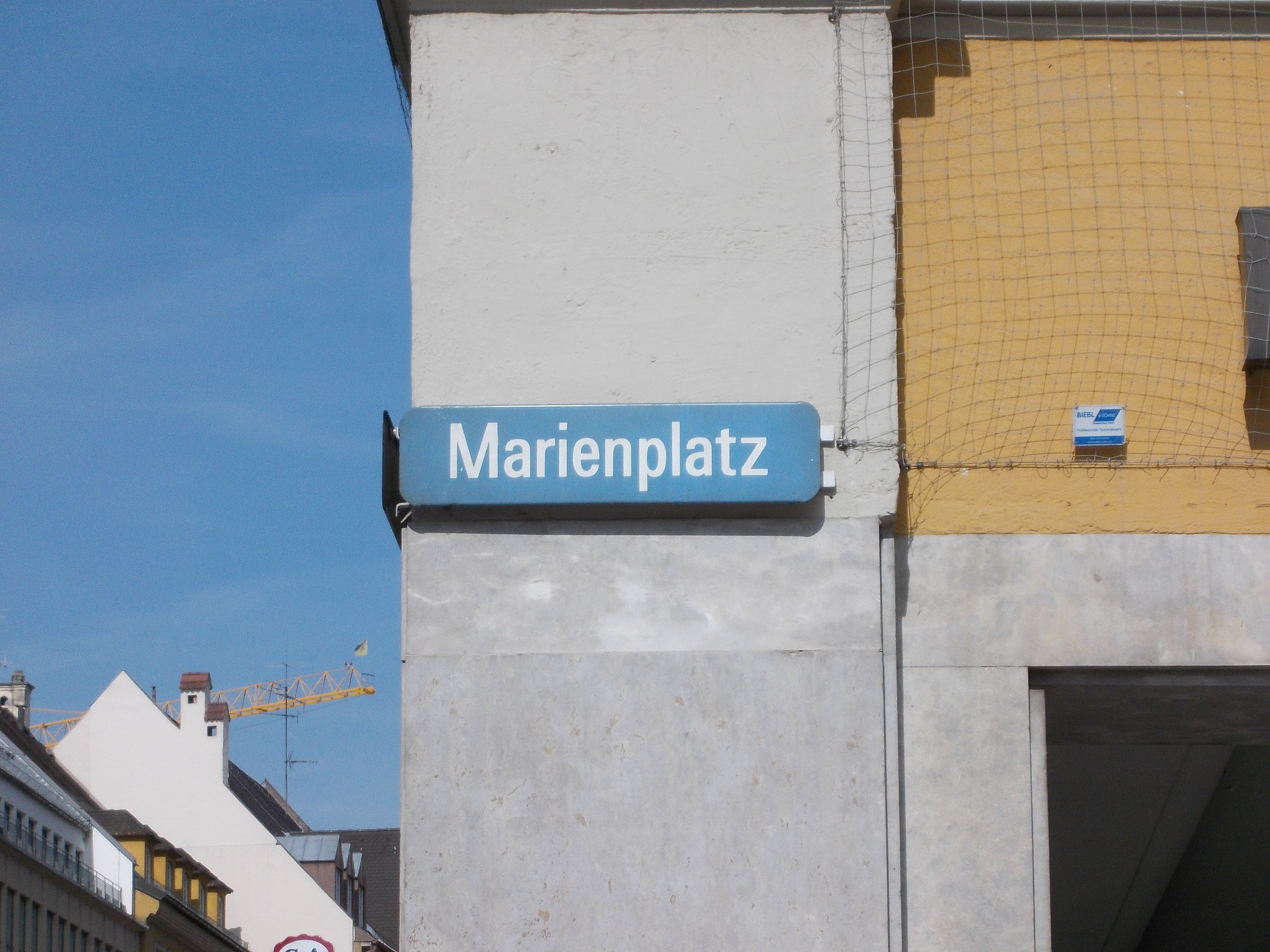
マリエン広場の標識

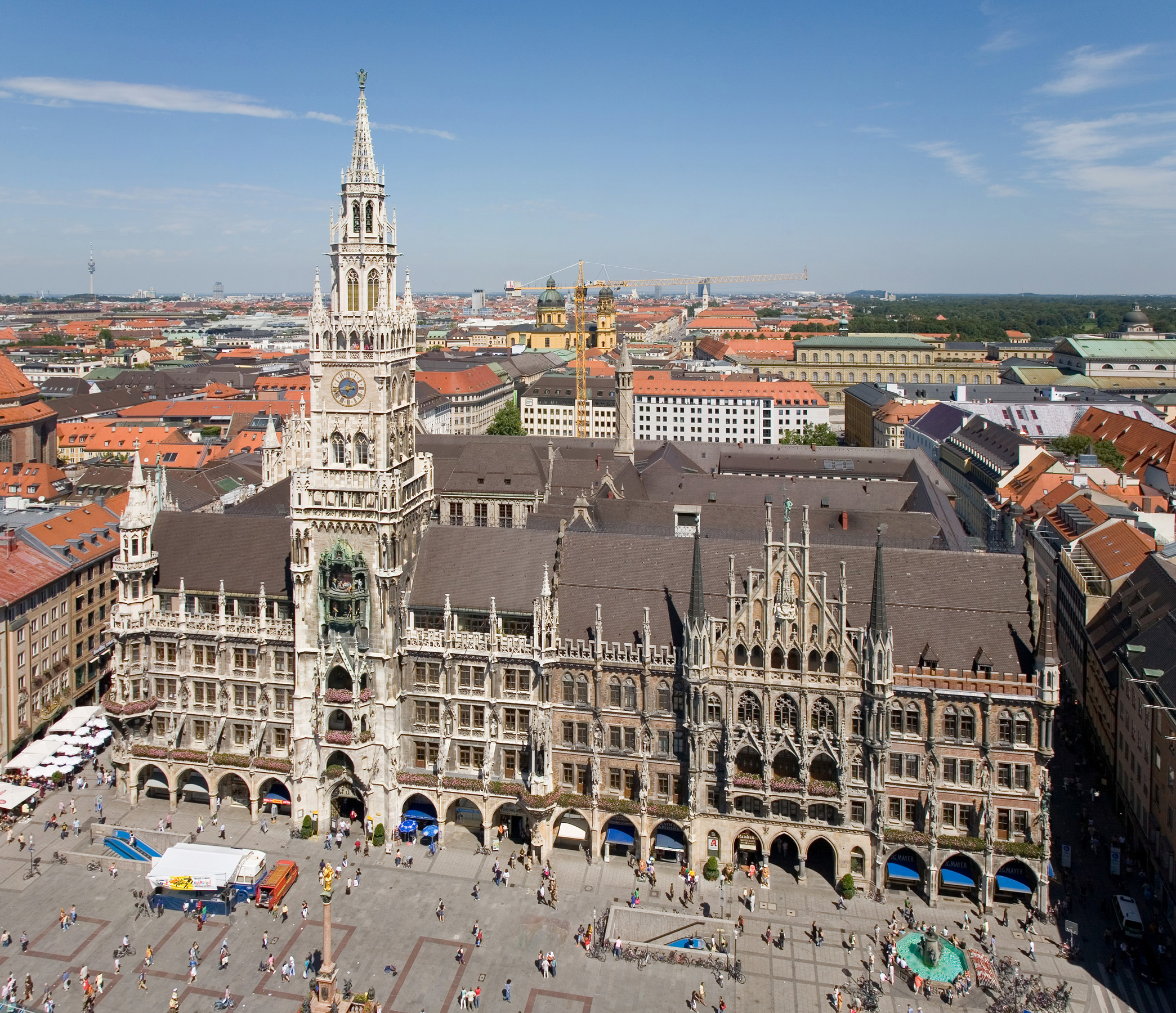
マリエン広場と新市庁舎の眺め

マリエン広場（マリエンひろば、ドイツ語: Marienplatz、「マリア広場」の意）は、ドイツ、ミュンヘンの中心部にある広場である。1158年から市の主要広場となっている。

## 建築
中世には、市場や決闘が、この広場で行われた。マリエン広場は、スウェーデンの占領が終わったのを祝い、1638年に広場の中心に建造されたマリア像（Mariensäule）に因んで名付けられている。今日では、マリエン広場の北側に、新市庁舎 (Neues Rathaus) がそびえ立っている。新市庁舎のタワーのグロッケンシュピールは、これらの決闘に因むもので、年間何百万もの観光客を引きつけている。東端には、ミュンヘンの旧市庁舎 (Altes Rathaus) がある。これは、ゴシック建築の会議場、舞踏場、タワーであり、改造されている。
カールス広場とマリエン広場の間の歩行者天国は、おびただしい数の店やレストランがあり、混雑する地域である。
SバーンとUバーンのマリエン広場駅は、重要な交通ハブであり、広場の地下に位置する。

## マリア像

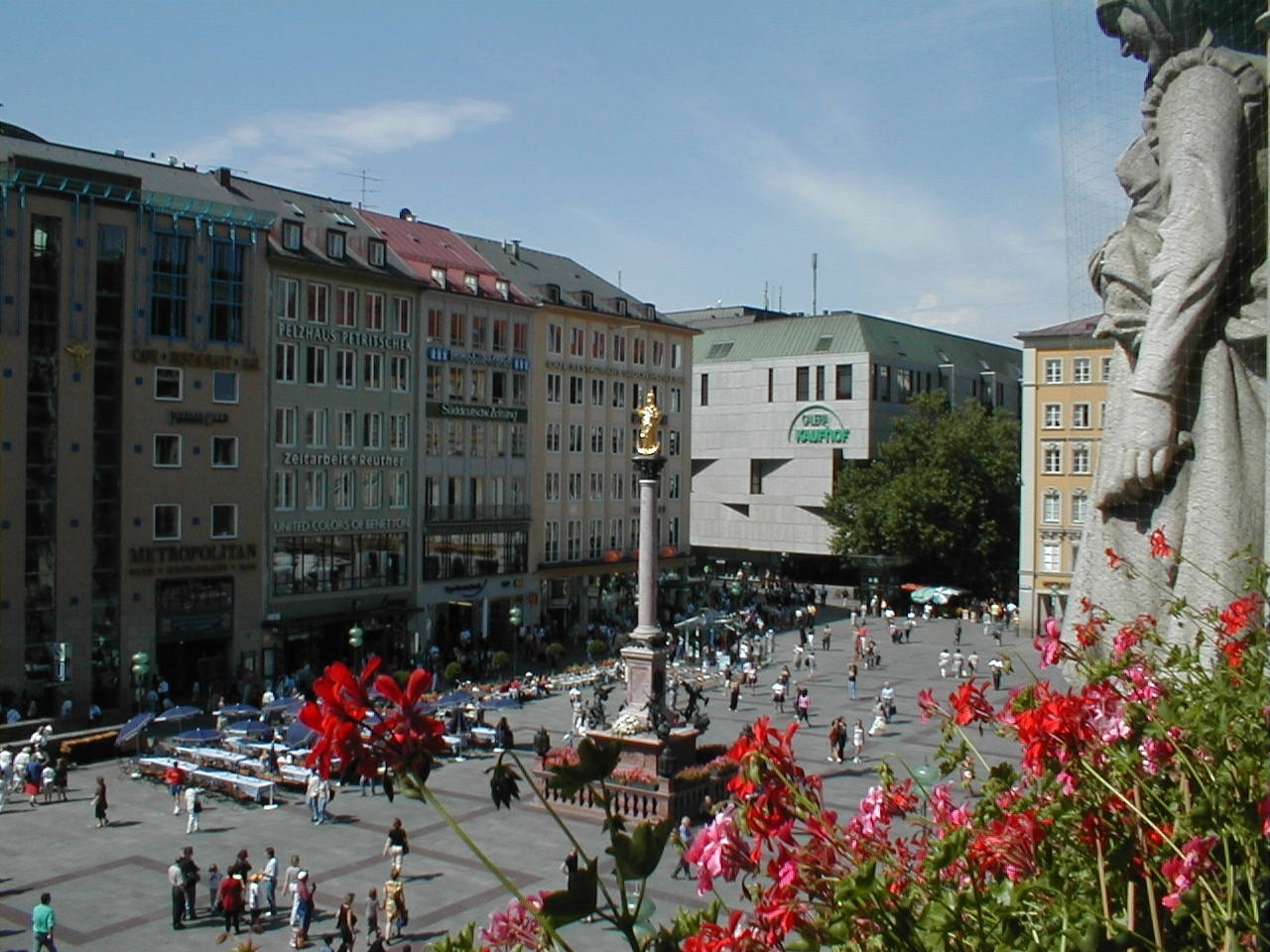
Mariensäuleのあるマリエン広場

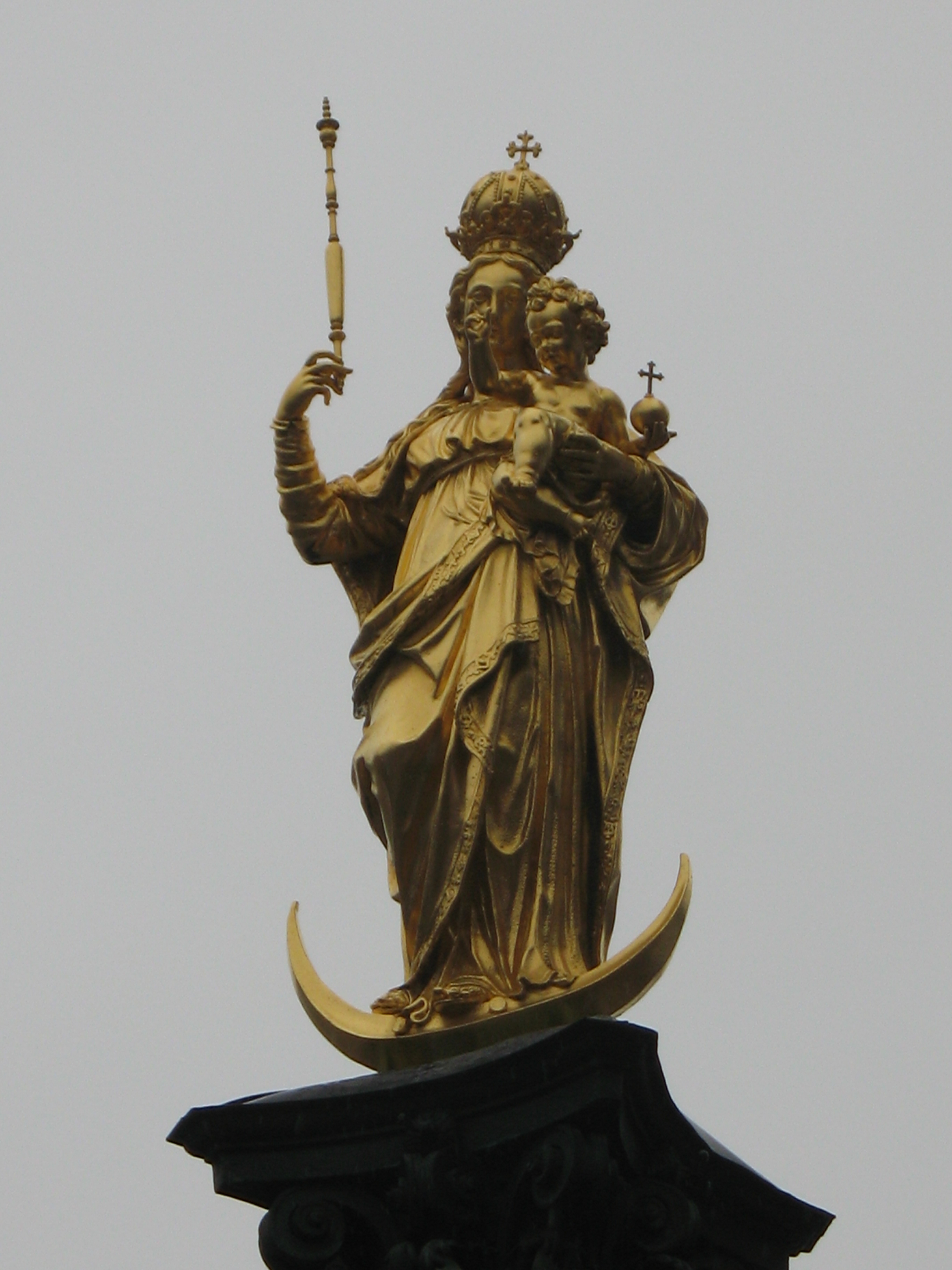
Mariensäuleの頂部のマリア像

Mariensäuleは、ドイツ、ミュンヘンのマリエン広場に位置するマリア像である。像は、三十年戦争中のスウェーデンの占領が終わるのを祝うため、1638年に構築され、頂部の、天の女王として、三日月の上に立つ金のマリアの像は、1590年に構築された。像は、もともとフラウエン教会にあった。ミュンヘンのMariensäuleは、この種の像としてはアルプスの北側で初めて作られ、ヨーロッパのこの地方で制作された他のマリア像にも影響を与えている。
土台の各角には、フェルディナンド・ムルマンによって作られたプットの像がある。4つのプットは、都市がいくつもの災難を克服する様子を象徴して、それぞれ異なった動物と戦っているところが彫られている：ライオンで戦争を、コカトリスでペストを、ドラゴンで飢饉を、ヘビで異説を象徴する。